# Californiphilus michelbacheri
Californiphilus michelbacheri är en mångfotingart som beskrevs av Verhoeff K. W. 1938. Californiphilus michelbacheri ingår i släktet Californiphilus och familjen trädgårdsjordkrypare. Inga underarter finns listade i Catalogue of Life.